# デリック・グリーン
デリック・グリーン（Derrick Green、1971年1月20日 - ）は、アメリカ合衆国のミュージシャン。ブラジルのヘヴィメタル・バンド「セパルトゥラ」のボーカル。

## 来歴
アメリカ合衆国オハイオ州クリーブランドに生まれる。妹のルネ・グリーンはアーティスト、作家、映画監督である。グリーンの父フレンドリーは電気技師、母グロリアは音楽教師で、グリーンが7歳のときに一家をクリーブランド市内から郊外のシェーカーハイツに移住した。幼い頃からアメリカを離れたいと考えていたグリーンは、一時期ベルリンに住み、その後にニューヨーク州からブラジルのサンパウロに移住した。
当初はアウトフェイスのローディーとして活動する。1996年にはアルファ・ジャークというバンドを結成し、活動していた。
1997年、セパルトゥラの新ボーカリストとして加入し、1998年にセパルトゥラとして初めてのアルバム『アゲインスト』を発表。
2008年にムジカ・ディアブロに参加したが、その後脱退。